# Mull of Kintyre

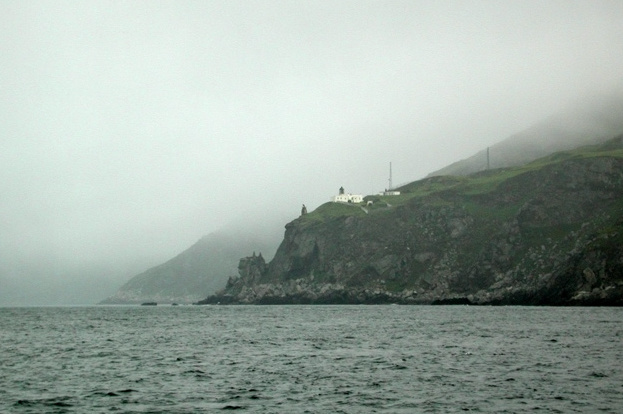
Mull of Kintyre med sin vita fyr.

Mull of Kintyre är den sydvästligaste punkten på den långa Kintyrehalvön i sydvästra Skottland. Området har en historisk fyr som blivit omnämnd i sången Mull of Kintyre av Paul McCartney år 1977.

## Geografi
Både Ailsa Craig och den norra kusten av Irland kan ses från Mull of Kintyre.